# ジョセフィン・ラングフォード
ジョセフィン・ラングフォード（Josephine Langford 1997年8月18日 - ）は、オーストラリアの女優。

## 略歴
オーストラリアのパース生まれ。両親は医師であり、姉は女優のキャサリン・ラングフォード。
2017年に映画『7 WISH/セブン・ウィッシュ』に出演したあと、2019年の映画『アフター』にテッサ・ヤング役で主演を果たして、2019年度のティーン・チョイス・アワードを受賞した。その後も続編の映画『アフター -壊れる絆-』と『アフター -砕かれる心-』に出演した。

## 出演作

### 映画
- 7 WISH/セブン・ウィッシュ Wish Upon (2017)
- アフター After (2019)
- アフター -壊れる絆- After We Collided (2020)
- モキシー 〜私たちのムーブメント〜 Moxie (2021)
- アフター -砕かれる心- After We Fell (2021)
- アフター -幸せの行方- After Ever Happy (2022)
- アフター -すべての先に- After Everything (2023)

### テレビ
- Wolf Creek (2017)
- Into the Dark (2019)